# Rolls-Royce/Turbomeca RTM322

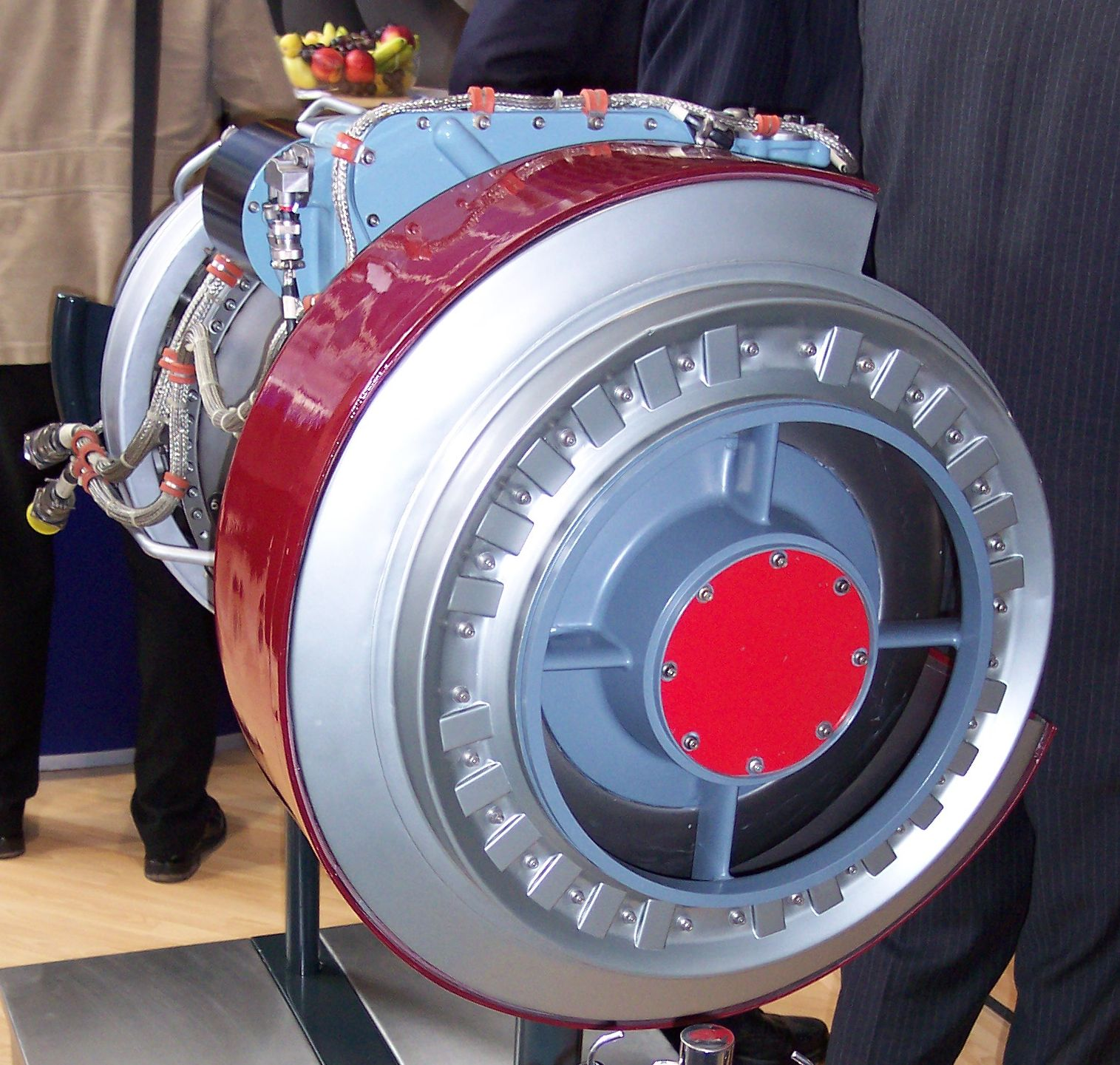
Rolls-Royce RTM322

Das RTM322 ist ein Wellenturbinentriebwerk der Firma Rolls-Royce Turbomeca Ltd. (einem Joint Venture zwischen Rolls-Royce und Turbomeca). Es wurde als Antrieb für verschiedene Hubschrauber konzipiert, kann aber auch als Antrieb von Schiffen und Maschinen zum Einsatz kommen.

## Beschreibung
Das Triebwerk ist als Zweiwellentriebwerk ausgelegt, wobei eine zweistufige Niederdruckturbine die Abtriebswelle antreibt und eine zweistufige Hochdruckturbine einen dreistufigen Hochdruckverdichter und zusätzlich einen einstufigen zentrifugalen Hochdruckverdichter antreiben. Die neueren Versionen sind mit einem Zweikanal-FADEC-System ausgerüstet.

## Geschichte
Die britische Royal Navy bestellte 1992 als erste das Triebwerk. Dort diente es ab 1998 in 44 EH101 Merlin HM1 als Antrieb. Inzwischen sind mehr als 700 RTM322 ausgeliefert worden (Stand 2006).
Am 23. April 2013 gab Rolls-Royce bekannt, sich aus dem Joint Venture RRTM zurückzuziehen. Die 50 %-Anteil werden von Turbomeca aufgekauft. Der Vorvertrag wurde am 22. April unterzeichnet.

## Einsatz
- AgustaWestland EH101 Merlin Mk1 (RTM322 01/8) und Mk3 (RTM322 02/8 oder 02/8 Mk250)
- NH90 (RTM322 01/9 oder 01/9A)
- Westland WAH-64 Apache (RTM322 01/12)
- Eurocopter X3

## Technische Daten
Allgemeine Daten:
- Länge: 1,129 m
- Höhe: 0,659 m
- Breite: 0,604 m
- Trockengewicht: 228 kg (244 kg für Mk250)

Leistungen:
- max. Dauerleistung: 1375–1662 kW / 1842–2227 Wps
- max. Startleistung: 1604–1787 kW / 2150–2395 Wps
- max. Notleistung (bei Ausfall eines Triebwerks für 2 min): 1791–1957 kW / 2400–2622 Wps
- Gesamtdruckverhältnis: 14,2–15,2